# Edna May Oliver
Edna May Nutter (ur. 9 listopada 1883 w Malden, zm. 9 listopada 1942 w Los Angeles) – amerykańska aktorka, nominowana do Oscara za rolę drugoplanową w filmie Bębny nad Mohawkiem.

## Filmografia
- 1931: Cimarron - Mrs. Tracy Wyatt
- 1933: Małe kobietki – ciocia March
- 1933: Alicja w Krainie Czarów – Czerwona Królowa
- 1933: Na skrzydłach sławy - Maggie Sutton
- 1935: David Copperfield - Betsey Trotwood
- 1935: Opowieść o dwóch miastach - Panna Pross
- 1936: Romeo i Julia
- 1939: Bębny nad Mohawkiem - pani McKlennar
- 1940: Duma i uprzedzenie - Lady Catherine de Bourgh

## Dodatkowe informacje
- Postać Edny May Oliver pojawiła się w filmie animowanym Mickey’s Polo Team. W którym drużyna Myszki Miki rozgrywa mecz polo z drużyną złożoną z przedwojennych aktorów. Edna May Oliver jest pośród publiczności razem z zającem Maxem, ważną postacią innego disneyowskiego filmu The Tortoise and the Hare.